# The Beatmoss
The Beatmoss（ザ・ビートモス）は日本のロックバンド。

## 概要
2012年にILMARI(RIP SLYME)がKOSENと知り合ったことをきっかけに楽曲を作り始めプロジェクトが始動。LIVEを見据えるようになったILMARIがSOHNOSUKE(quasimode)を、KOSENがYASに声を掛けて結成。
バンド名の由来は"ビート"を"灯す"でThe Beatmoss。
それまで、MC(RIP SLYME)としてのキャリアを積んできたILAMRIのヴォーカルを前面に押し出したバンドサウンドが特徴で、2012年11月21日に1st Mini-Album『The Beatmoss Vol.1』を、2013年1月23日には2nd Mini-Album『The Beatmoss Vol.2』をリリースした。

## メンバー
- ILMARI (イルマリ)
ボーカル、ギター担当。HIP HOPグループ、RIP SLYMEのメンバー。
- KOSEN (コセン)
ギター担当。
- YAS (ヤス)
ベース担当。
- SOHNOSUKE (ソウノスケ)
ドラム担当。ジャズカルテット、quasimodeのメンバー

## ディスコグラフィー

### ミニアルバム
1. The Beatmoss Vol.1（2012年11月21日）
2. The Beatmoss Vol.2（2013年1月23日）